# Lázaro Álvarez
Lázaro Álvarez (* 28. Januar 1991 in Pinar del Río) ist ein kubanischer Boxer.

## Karriere
Sein größter Erfolg im Nachwuchsbereich war der Gewinn der Silbermedaille bei der Kadetten-Weltmeisterschaft 2007 in Baku. Bei den Erwachsenen wurde er achtmal Kubanischer Meister; 2013, 2014, 2015, 2017, 2018 und 2022 im Leichtgewicht, sowie 2024 und 2025 im Halbweltergewicht. 2020 und 2021 hatten aufgrund der COVID-19-Pandemie keine nationalen Meisterschaften stattgefunden.
Er ist Gewinner der Zentralamerika- und Karibikspiele 2014 in Veracruz und 2018 in Barranquilla, wobei er in den Finalkämpfen jeweils Lindolfo Delgado und Michael Alexander besiegen konnte. Zudem gewann er die Panamerikameisterschaften 2017 in Tegucigalpa mit einem Finalsieg gegen Delante Johnson, sowie die Panamerikaspiele 2011 in Guadalajara, 2015 in Toronto und 2019 in Lima, wobei er in den Finals jeweils Óscar Valdez, Lindolfo Delgado und Leonel de los Santos bezwingen konnte. Bei der Panamerikameisterschaft 2015 in Vargas gewann er nach einer Finalniederlage gegen Robson Conceição Silber, bei den Panamerikaspielen 2023 in Santiago de Chile schied er im Achtelfinale gegen Wyatt Sanford aus.
Seinen ersten Weltmeistertitel gewann er 2011 in Baku mit Siegen gegen Robenílson de Jesus, Denis Makarov, Vittorio Parrinello, Joseph Diaz, Anwar Junussow und Luke Campbell. Den Titelgewinn wiederholte er 2013 in Almaty, nachdem er jeweils Joseph Cordina, Fazliddin Gʻoibnazarov, Sailom Adi, Berik Äbdirachmanow und Robson Conceição bezwungen hatte. Seinen dritten WM-Titel erkämpfte er 2015 in Doha mit Siegen unter anderem gegen Elnur Abduraimov und Albert Selimow. 2017 in Hamburg schlug er auf dem Weg in das WM-Finale Otar Eranossian, Murat Yıldırım und Enrico Lacruz, ehe er beim Kampf um Gold gegen Sofiane Oumiha unterlag. Im WM-Finale 2019 in Jekaterinburg verlor er knapp mit 2:3 gegen Mirazizbek Mirzahalilov, nachdem er zuvor unter anderem Albert Batyrgasijew und Peter McGrail geschlagen hatte. Bei der WM 2021 in Belgrad schied er bereits in der Vorrunde aus, während er 2023 in Taschkent einen fünften Platz erreichte.
Darüber hinaus war Álvarez dreimaliger Gewinner einer olympischen Bronzemedaille; 2012 in London, 2016 in Rio de Janeiro und 2020 in Tokio.
In der Mannschaftsweltmeisterschaft der World Series of Boxing ging er von 2013 bis 2018 an den Start und gewann 28 von 31 Kämpfen.
Im Mai 2022 bestritt er zudem sein siegreiches Profidebüt in Mexiko.